# Mineros de Guayana
Asociación Civil Club Deportivo Mineros de Guayana, oftast enbart Mineros de Guayana, är en fotbollsklubb från staden Puerto Ordaz i Venezuela. Klubben grundades den 20 november 1981 och gjorde debut i den näst högsta divisionen året därpå. Redan under den första säsongen lyckades klubben vinna den näst högsta divisionen vilket innebar att Mineros de Guayana fick spela i den högsta divisionen, Primera División de Venezuela. 1984 tog klubben sin första nationella titel när man lyckades vinna Copa Venezuela. Den första segern av Primera División kom säsongen 1988/1989.